# James Lester Hogg
James Lester Hogg (* 10. März 1931 in Birmingham; † 18. November 2018 in Seeham) war ein britischer Anglist und Religionshistoriker.

## Leben
Sein Studium in London und Cambridge schloss Hogg mit den Titeln B.A., M.A. und Bachelor in Philosophy ab. Er bereitete sein Doktorat der Geschichte an der Universität Fribourg vor, als er in die Chartreuse de Sélignac am 23. Juni 1961 eintrat. Er legte die Profess am 24. Juni 1964 ab. Er wurde als Gast am 22. November 1965 an die Certosa di Farneta gesandt. Um seiner eigentliche Berufung als Geschichtsforscher, insbesondere in religiösen Fragen, zu folgen verließ er am 24. Juni 1968 den Orden. 1971 verteidigte er an der Universität Salzburg seine Doktorarbeit in mittelalterlicher Geschichte über mittelalterliche Zeremonielle der Kartäuser und legte 1981 seine Habilitationsschrift im Fach englische Literatur über Robert Browning und das viktorianische Theater vor. Hogg profilierte sich in weiterer Folge als Historiker des Kartäuserordens. Er war seit 1970 Herausgeber der Reihe Analecta Cartusiana (ISSN 0253-1593), in der er mehr als 300 Bücher herausgegeben hat, und verfasste eine Studie über Architektur und Geschichte der Kartause von Pavia, die weite Beachtung gefunden hat.
Ab 1971 lehrte er in Salzburg und wurde 1991 zum Professor an der Universität Salzburg ernannt. Hogg wohnte in Seeham, trat aber auch in Salzburg als Herausgeber zahlreicher Bücher in Erscheinung. Seine mehr als 400 wissenschaftlichen Publikationen beschäftigten sich mit der zeitgenössischen britischen Literatur, mit elisabethanischer Literatur, der romantischen Dichtung und dem Drama der Restaurationszeit.
Zwischen 1994 und 2000 war Hogg Mitherausgeber der Literaturzeitschrift The Poet’s Voice. Er war Eigentümer und Verleger der wissenschaftlichen Reihe Salzburg Studies in English Literature. Zudem verfasste er zahlreiche Artikel im Biographisch-Bibliographischen Kirchenlexikon (BBKL). Für seine wissenschaftliche Tätigkeit wurde er vielfach ausgezeichnet, so zum Beispiel 2006 vom französischen Präsidenten Jacques Chirac, der ihn zum Ritter der Ehrenlegion ernannte. Das Bundesland Niederösterreich ehrte ihn mit dem Großen Ehrenzeichen, die Diözese St. Pölten mit dem Hippolytorden in Gold.